# Mohe
I Mohe (o Malgal, Mogher) ( cinese: 靺鞨; cinese semplificato: 靺鞨; Hangŭl: 말갈; Hanja: 靺鞨) erano un'antica popolazione di Tungusi che viveva in Manciuria. Sono considerati gli antenati dei Jurchi, a loro volta predecessori dei moderni Manciù.
Sarebbero a loro volta discendenti dei Sushen (249 a.C. al 207 a.C.) e degli Yilu (206 a.C. al 24) e dei Wu-chi  (386  - 534 d.C.). Secondo alcune fonti, avrebbero abitato nei pressi del fiume Liao prima di migrare verso sud. Sono al centro della storia della Corea dato che fra il I secolo e il II secolo  dopo Cristo, hanno disputato numerose battaglie contro i regni di Baekje e Silla. Sono poi stati integrati nel regno coreano di Goguryeo (37 a.C. a 668) e in seguito di Balhae (698 - 926), del quale rappresentavano una grossa parte della popolazione.

## Cultura
I Mohe erano originariamente un popolo la cui economia si basava sulla caccia e la raccolta. Erano buoni cavalieri e ottimi arcieri che pagavano tributo ai dirigenti cinesi sotto forma di archi e punte di frecce. Vivevano in abitazioni sotterranee collegate all'esterno da un orifizio, che permetteva agli abitanti e al fumo di uscire. I reperti archeologici caratteristici sono delle fibbie di cintura decorate e dei vasi in ceramica a urna con doppio bordo.
Durante il periodo di Balhae, l'agricoltura divenne un'attività importantissima, con la coltivazione di tipologie di grano e miglio adatte al breve ciclo produttivo che la regione offre. In questo periodo, migliora la tecnica di lavoro dei metalli e fonti cinesi indicano che Balhae possedesse un proprio sistema di scrittura, anche se oggi non ne rimane nessuna traccia.

## Tribù
I Mohe erano divisi in diverse tribù. Fra di esse, i Sumo Mohe sono passati sotto il controllo del regno meridionale di Goguryeo, mentre altre tribù cadevano sotto la dinastia cinese dei Sui (589 - 618). Allo stesso momento, numerosi gruppi Mohe migravano verso nord. Il Libro dei Tang descrive il paese dei mohe come diviso in 10 tribù, ognuna col proprio capo, alcune dipendenti dal Goguryeo mentre altre erano vassalli dei Turchi Celesti (552 - 745). Alla fine del periodo Balhae non rimangono tracce dei Mohe: la popolazione a sud era stata assorbita dalla cultura cinese, mentre quella migrata verso nord formava il gruppo principale che ha dato origine agli Jurchi.